# Loué
Loué é uma comuna francesa na região administrativa da Pays de la Loire, no departamento de Sarthe. Estende-se por uma área de 15,84 km². Em 2010 a comuna tinha 2 125 habitantes (densidade: 134,2 hab./km²).